# 若葉台CATV
若葉台CATV（わかばだいシーエーティーヴィ）とは、神奈川県横浜市にある、 財団法人若葉台管理センターが管理運営していたケーブルテレビである。現在は、イッツ・コミュニケーションズ（以下、イッツコム）に管理運営を委託している。

## 概要
神奈川県住宅供給公社が横浜若葉台団地を建設するにあたり、建物が高層であり、また地区の東側に送電線が敷設されていてテレビ視聴が困難となることが予想されたことから、CATVによる再送信を行うことになった。こうして1980年代から実質自前でCATV局を運営してきたが、2013年になって近隣の地域で営業している民間のCATV局・イッツコムに委託することを決めた。なお、イッツコムに委託後は、BSデジタルを受信するためのアップコンバータが不要になった。

## 所在地
- 神奈川県横浜市旭区若葉台三丁目5番2号

## サービスエリア
- 横浜若葉台団地

## 沿革
- 1987年（昭和62年） - NHK BS1、NHK BS2のミッドバンドによる再送信開始。(C18 C20)
- 1990年（平成2年） - WOWOWのミッドバンドによるスクランブル放送開始。(C16)
- 1993年 - チバテレ、テレ玉のミッドバンドによる再送信開始。(C17 C21)
- 2003年12月 - NHK 総合地上デジタル放送再送信開始。
- 2004年12月27日 - NHK 教育、日本テレビ、TBSテレビ、フジテレビ、テレビ朝日、テレビ東京、TOKYO MXの地上デジタル放送再送信開始。
- 2005年2月 - tvkの地上デジタル放送再送信開始。
- 2006年12月 - 放送大学テレビ地上デジタル放送再送信開始。
- 2012年 - チバテレ、テレ玉の地上デジタル放送再送信開始。
- 2013年 - 管理運営をイッツコムに委託。

## 主な放送チャンネル

### テレビ局
| アナログ | デジタル | 放送局               |
| -------- | -------- | -------------------- |
| 1        | TV011    | NHK総合              |
| 3        | TV021    | NHKEテレ             |
| 5        | TV031    | tvk                  |
|          | TV031-1  | テレ玉               |
|          | TV031-2  | チバテレ             |
| 4        | TV041    | 日本テレビ           |
| 10       | TV051    | テレビ朝日           |
| 6        | TV061    | TBSテレビ            |
| 12       | TV071    | テレビ東京           |
| 8        | TV081    | フジテレビ           |
|          | TV091    | TOKYO MX             |
| 11       | TV121    | 放送大学             |
| C18      | BS101    | NHK BS               |
|          | BS141    | BS日テレ             |
|          | BS151    | BS朝日               |
|          | BS161    | BS-TBS               |
|          | BS171    | BSジャパン           |
|          | BS181    | BSフジ               |
| C16      | BS191    | WOWOW                |
|          | BS200    | BS10                 |
|          | BS201    | BS10スターチャンネル |

### ラジオ局
| MHz  | 放送局       |
| ---- | ------------ |
| 76.5 | インターFMFM |
| 77.7 | 放送大学FM   |
| 80.6 | TOKYO FM     |
| 83.1 | NHK東京FM    |
| 84.7 | FMヨコハマFM |
| 85.9 | J-WAVE       |